# Мерокер
Мерокер (норв. Meråker) — коммуна в губернии Нур-Трёнделаг в Норвегии. Административный центр коммуны — город Мерокер (также называемый Мидтбюгда норв. Midtbygda). Официальный язык коммуны — букмол. Население коммуны на 2007 год составляло 2506 чел. Площадь коммуны Мерокер — 1273,61 км², код-идентификатор — 1711.

## История населения коммуны
Население коммуны за последние 60 лет.

Статистика коммуны Мерокер